# Lill-Blanktjärnen
Lill-Blanktjärnen är en sjö i Vindelns kommun i Västerbotten och ingår i Sävaråns huvudavrinningsområde.